# Gare de Brunswick-Maine Street
La gare de Brunswick-Maine Street est une gare ferroviaire des États-Unis située à Brunswick dans l'État du Maine.

## Histoire
La gare est mise en service le 1er novembre 2012.

## Service des voyageurs

### Desserte
Elle est desservie par une liaison longue-distance Amtrak :
- le Downeaster: Boston - Brunswick (Maine)

La Maine Eastern Railroad opère une liaison saisonnière passagers entre Brunswick et Rockland grâce au Mid-Coast Limited. La ligne est utilisée toute l'année par un service fret.